# Републикански път III-207
Републикански път IIІ-207 е третокласен път, част от републиканската пътна мрежа на България, преминаващ по територията на области Варна, Шумен, Добрич и Силистра. Дължината му е 80,8 км.
Пътят се отклонява наляво при 158 км на Републикански път I-2 в южната част на село Ветрино и се насочва на север през най-източната част на Лудогорското плато. Преминава последователно през селата Средно село, Момчилово, Добротич, Калоян, Стефан Караджа и Радан войвода и навлиза в Област Шумен. Минава през село Векилски и навлиза в югозападната част на Добруджанското плато и в Област Добрич. Тук преминава през село Жегларци, центъра на град Тервел и село Честименско и преминава в Силистренска област. След като мине през село Алеково достига до центъра на град Алфатар, където се свързва с Републикански път I-7 при неговия 25,0-ти км.
По протежението на пътя наляво и надясно от него се отделят 4 третокласни пътя от Републиканската пътна мрежа с четирицифрени номера:
- при 10,4 км, след село Добротич — надясно Републикански път III-2072 (11,9 км) през селата Михалич и Искър до град Вълчи дол при 24,9 км на Републикански път III-2702;
- при 30,2 км, в село Векилски — наляво Републикански път III-2073 (12,4 км) през село Пет могили до село Никола Козлево при 30,3 км на Републикански път III-701;
- при 38,7 км, източно от село Орляк — наляво Републикански път III-2075 (17 км) през селата Орляк, Зърнево и Цани Гинчево до село Никола Козлево при 28,3 км на Републикански път III-701;
- при 60,3 км, в село Честименско — наляво Републикански път III-2077 (20,8 км) през селата Професор Златарски, Каблешково и Межден до село Черковна при 40,1 км на Републикански път I-7.

| Пътища, отклоняващи се надясно (населено място, № на пътя, посока на пътя)                           | Км   | Пътища, отклоняващи се наляво (посока на пътя, № на пътя, населено място)               |
| --- | ---- | --------------------------------------------------------------------------------------- |
| Община Ветрино, Област Варна, I-2, 158 км, с. Ветрино ←                                              | 0,0  | ← с. Ветрино, 158 км, I-2, Област Варна, Община Ветрино                                 |
| (от 8,8 км на II-29) III-2901, 32,6 км, с. Ветрино →                                                 | 1,0  | с. Ветрино                                                                              |
| с. Средно село                                                                                       | 2.8  | с. Средно село                                                                          |
| с. Момчилово                                                                                         | 6.3  | с. Момчилово                                                                            |
| Община Вълчи дол                                                                                     | 6,9  | Община Вълчи дол                                                                        |
| с. Добротич                                                                                          | 9,1  | → с. Добротич, общински път (за с. Доброплодно)                                         |
| (до гр. Вълчи дол) III-2072, 0 км ←                                                                  | 10,4 |                                                                                         |
| с. Калоян                                                                                            | 13,9 | → с. Калоян, общински път (за с. Доброплодно) → с. Калоян, общински път (за с. Есеница) |
| с. Стефан Караджа                                                                                    | 21,2 | ← с. Стефан Караджа, 32,3 км, II-27 (от Нови пазар)                                     |
| (до Балчик) II-27, 34,2 км ←                                                                         | 23,1 | → общински път (за с. Генерал Колево)                                                   |
| с. Радан войвода                                                                                     | 27.3 | с. Радан войвода                                                                        |
| Община Никола Козлево, Област Шумен                                                                  | 29,2 | Област Шумен, Община Никола Козлево                                                     |
| с. Векилски                                                                                          | 30,2 | → с. Векилски, 0 км, III-2073 (до с. Никола Козлево)                                    |
| Община Тервел, Област Добрич                                                                         | 34,7 | Област Добрич, Община Тервел                                                            |
| | 38,7 | → 0 км, III-2075 (до с. Никола Козлево)                                                 |
| (за с. Бенковски) общински път, с. Жегларци ←                                                        | 40,6 | с. Жегларци                                                                             |
| (от с. Карапелит) III-7106, 13,1 км →                                                                | 45,7 | → общински път (за селата Полковник Савово и Войниково)                                 |
| | 51   | → общински път (за с. Полковник Савово)                                                 |
| (от 36,7 км на II-71) III-7102, 18,4 км, гр. Тервел →                                                | 51,9 | гр. Тервел                                                                              |
| (за с. Безмер) общински път, гр. Тервел ←                                                            | 52,8 | → гр. Тервел, общински път (за с. Полковник Савово)                                     |
| (за с. Безмер) общински път ←                                                                        | 57,8 |                                                                                         |
| с. Честименско                                                                                       | 60,3 | → с. Честименско, 0 км, III-2077 (до с. Черковна)                                       |
| Община Алфатар, Област Силистра                                                                      | 65,1 | Област Силистра, Община Алфатар                                                         |
| (за с. Бистра) общински път ←                                                                        | 66,3 |                                                                                         |
| (за с. Кутловица) общински път, с. Алеково ←                                                         | 69,7 | с. Алеково                                                                              |
| (от ГКПП Силистра - Кълъраш) I-7, 25 км, гр. Алфатар → (до с. Коритен) III-7001, 0 км, гр. Алфатар ← | 80,8 | → гр. Алфатар, 25 км, I-7 (до ГКПП Лесово - Хамзабейли) .                               |

Забележка
1. ↑  На протежение от 1,9 км (от км 21,2 до км 23,1) Републикански път ІI-207 се дублира с Републикански път II-27 (от км 32,3 до км 34,2)